# Benetton B188
O  B188 é um modelo da Benetton nas temporadas de 1988 e de oito provas de 1989 da Fórmula 1. 
Condutores: Alessandro Nannini, Thierry Boutsen, Johnny Herbert e Emanuele Pirro. 

## Resultados[1]
(legenda) (em itálico indica volta mais rápida)
| Ano  | Chassi | Motor                | Pneus | N° | Pilotos            | 1   | 2   | 3   | 4   | 5   | 6   | 7   | 8   | 9   | 10  | 11  | 12  | 13  | 14  | 15  | 16  | Pontos   | Posição |  |
| ---- | ------ | -------------------- | ----- | -- | ------------------ | --- | --- | --- | --- | --- | --- | --- | --- | --- | --- | --- | --- | --- | --- | --- | --- | -------- | ------- |  |
|      |        |                      |       |    |                    |     |     |     |     |     |     |     |     |     |     |     |     |     |     |     |     |          |         |  |
|      |        |                      |       |    |                    | BRA | SMR | MON | MEX | CAN | USE | FRA | GBR | GER | HUN | BEL | ITA | POR | ESP | JAP | AUS |          |         |  |
| 1988 | B188   | Ford Cosworth DFR V8 | G     | 19 | Alessandro Nannini | Ret | 6   | Ret | 7   | Ret | Ret | 6   | 3   | 18  | Ret | DSQ | 9   | Ret | 3   | 5   | Ret | 39       | 3°      |  |
| 1988 | B188   | Ford Cosworth DFR V8 | G     | 20 | Thierry Boutsen    | 7   | 4   | 8   | 8   | 3   | 3   | Ret | Ret | 6   | 3   | DSQ | 6   | 3   | 9   | 3   | 5   | 39       | 3°      |  |
|      |        |                      |       |    |                    |     |     |     |     |     |     |     |     |     |     |     |     |     |     |     |     |          |         |  |
|      |        |                      |       |    |                    | BRA | SMR | MON | MEX | USA | CAN | FRA | GBR | GER | HUN | BEL | ITA | POR | ESP | JAP | AUS |          |         |  |
| 1989 | B188   | Ford Cosworth DFR V8 | G     | 19 | Alessandro Nannini | 6   | 3   | 8   | 4   | Ret | DSQ |     |     |     |     |     |     |     |     |     |     | 131 (39) | 4°      |  |
| 1989 | B188   | Ford Cosworth DFR V8 | G     | 20 | Johnny Herbert     | 4   | 11  | 14  | 15  | 5   | DNQ |     |     |     |     |     |     |     |     |     |     | 131 (39) | 4°      |  |
| 1989 | B188   | Ford Cosworth DFR V8 | G     | 20 | Emanuele Pirro     |     |     |     |     |     |     | 9   | 11  |     |     |     |     |     |     |     |     | 131 (39) | 4°      |  |

↑1  Utilizou o B189 nos GPs: França e Grã-Bretanha (Nannini) e da Alemanha até a última prova por Nannini e Pirro marcando 26 pontos (39 no total). 